# Haplophyllum kowalenskyi
Haplophyllum kowalenskyi är en vinruteväxtart som beskrevs av Stschegl.. Haplophyllum kowalenskyi ingår i släktet Haplophyllum och familjen vinruteväxter. Inga underarter finns listade i Catalogue of Life.